# Cope Records
Cope Records ist ein dänisches Plattenlabel und wurde 1999 gegründet. Seitdem wurden mehr als 100 Alben, hauptsächlich mit dänischen Künstlern, in den meisten Jazz-Genres veröffentlicht. Der Katalog beinhaltet Künstler wie Horace Parlan, Teddy Edwards, Thulla, Mads Vinding, Peter Rosendal, Danish Radio Big Band, WonderBrazz und weitere.
In Deutschland wird Cope Records von LeiCom | jazz-network.com vertrieben.

## Diskografie (Auswahl)
- Baggeschack: Confidedently (COP 006)
- Bentzon Brotherhood: Wired Up (COP 041)
- Danish Radio Big Band & Eivør Pálsdóttir: Trøllabundin (COP 114)
- Danish Radio Big Band: Cuban Flavour (COP 113)
- Edwards, Teddy: The Legend of Teddy Edwards (COP 016)
- Ice Cream Vendors, The : Welcome to the Worldclub (COP 105)
- Lundgren, Marten Quintet: Travelin’ (COP 078)
- Lydsal Rasmussen: Keep the Light in Your Eyes (COP 011)
- Parlan, Horace: By Horace Parlan - Original Soundt (COP 015)
- Rosendal, Peter Trio: Live at Copenhagen Jazzhouse (COP 080)
- SAN: SAN feat. Hans Ulrik (COP 110)
- Suwalski, Katrine Another World: Rainbow Blues (COP 089)
- Thulla: Double up, Please (COP 050)
- Trioscope: Feat. Chris Cheek (COP 098)
- Vinding, Mads - Fischer, Jacob: Over the Rainbow (COP 047)
- WonderBrazz: Bopa II Opera (COP 090)
- Janes Rejoice - Totem (COP 129)
- Janes Rejoice - Eleven Rhymes (COP 167)